# Alapalooza
Alapalooza è l'ottavo album studio di "Weird Al" Yankovic edito nel 1993.

## Tracce
1. Jurassic Park (parodia di MacArthur Park, di Richard Harris) - 3:55
2. Young, Dumb & Ugly - 4:24
3. Bedrock Anthem (parodia di Under the Bridge e di Give It Away, dei Red Hot Chili Peppers) - 3:40
4. Frank's 2000" TV - 4:05
5. Achy Breaky Song (parodia di Achy Breaky Heart, di Billy Ray Cyrus) - 3:23
6. Traffic Jam - 4:01
7. Talk Soup - 4:24
8. Livin' in the Fridge (parodia di Livin' on the Edge, dei Aerosmith) - 3:35
9. She Never Told Me She Was a Mime - 4:54
10. Harvey the Wonder Hamster - 0:21
11. Waffle King - 4:25
12. Bohemian Polka (cover di Bohemian Rhapsody, dei Queen) - 3:39

## Musicisti
- "Weird Al" Yankovic - fisarmonica, tastiera, cantante
- Mel Blanc - voce di Barney Rubble e Dino
- Brad Buxer - sintetizzatore, tastiera
- Steve Jay - basso, coro
- Tommy Johnson - tuba
- Warren Luening - tromba
- Joel Peskin - clarinetto, sassofono tenore
- Alan Reed - voce di Fred Flintstone
- Jon "Bermuda" Schwartz - batteria
- Rubén Valtierra - tastiera
- Julia Tillman Waters - coro
- Maxine Willard Waters - coro
- Jim West - banjo, chitarra, mandolino, coro